# Turbo C++
Turbo C++ là một trình biên dịch C++ và môi trường phát triển tích hợp và ngôn ngữ máy tính đã ngừng hoạt động, do Borland phát triển.
Gần đây nhất nó được công ty Embarcadero Technologies phân phối, công ty này đã mua lại tất cả các công cụ biên dịch của Borland với việc mua bộ phận CodeGear vào năm 2008. Dòng sản phẩm Turbo C++ ban đầu đã được giữ lại sau năm 1994 và được hồi sinh vào năm 2006 với tư cách là một IDE ở mức giới thiệu, về cơ bản là phiên bản rút gọn của C++Builder. Turbo C++ 2006 được phát hành vào ngày 5 tháng 9 năm 2006, với 2 phiên bản: 'Explorer' và 'Professional'. Phiên bản Explorer được tải xuống và phân phối miễn phí trong khi ấn bản Professional là một sản phẩm thương mại. Vào tháng 10 năm 2009, Embarcadero Technologies đã ngừng hỗ trợ các phiên bản C++ 2006. Như vậy, phiên bản Explorer không còn có thể tải xuống miễn phí và phiên bản Professional không còn có sẵn để mua từ Embarcadero Technologies nữa. Turbo C++ được tiếp nối với C++Builder.

## Lịch sử
Phiên bản đầu tiên của Turbo C++ đã được bán ra trong thời đại MS-DOS trên máy tính cá nhân. Phiên bản 1.0, chạy trên MS-DOS, được phát hành vào tháng 5 năm 1990. Phiên bản chạy trên OS/2 cũng được sản xuất. Phiên bản 1.01 đã được phát hành vào ngày 28 tháng 2 năm 1991 và chạy trên MS-DOS. Phiên bản sau có thể tạo ra cả hai loại chương trình COM và EXE và được đóng gói kèm với trình biên dịch Turbo Assembler của Borland cho các bộ vi xử lý Intel x86. Phiên bản đầu tiên của trình biên dịch Turbo C++ dựa trên giao diện người dùng do TauMetric phát triển (TauMetric sau đó được Sun Microsystems mua lại và giao diện người dùng của Turbo C++ được tích hợp trong Sun C++ 4.0, được xuất xưởng vào năm 1994). Trình biên dịch này hỗ trợ bản phát hành C++ của AT&T 2.0.
Turbo C++ 3.0 đã được phát hành vào năm 1991 (giao hàng vào ngày 20 tháng 11), và đến trong bối cảnh kỳ vọng của bản phát hành sắp tới của Turbo C++ cho Microsoft Windows. Ban đầu được phát hành như là một trình biên dịch MS-DOS, 3.0 hỗ trợ các mẫu C++, bộ biên dịch theo dòng của Borland và tạo ra các chế độ thực thi MS-DOS cho cả chế độ thực 8086 và chế độ bảo vệ 286 (cũng như Intel 80186.) Phiên bản 3.0 được triển khai AT&T C++ 2.1, phiên bản mới nhất vào thời điểm đó. Sản phẩm Turbo Assembler riêng biệt không còn được đóng gói đi kèm nữa, nhưng bộ lắp ráp mã theo dòng lệnh có thể hoạt động như một phiên bản ít chức năng hơn.
Ngay sau khi phát hành Windows 3.0, Borland đã cập nhật Turbo C++ để hỗ trợ phát triển ứng dụng Windows. Sản phẩm Turbo C++ 3.0 cho Windows nhanh chóng được nối tiếp bởi Turbo C++ 3.1 (và sau đó là Turbo C++ 4.5). Có thể bước nhảy từ phiên bản 1.x lên phiên bản 3.x là một phần trong nỗ lực liên kết số phát hành Turbo C++ với các phiên bản Microsoft Windows; tuy nhiên, có vẻ như bước nhảy này đơn giản là đồng bộ hóa Turbo C và Turbo C++, vì Turbo C 2.0 (1989) và Turbo C++ 1.0 (1990) đã xuất hiện gần như cùng một lúc, và thế hệ tiếp theo 3.0 là một sự hợp nhất của cả trình biên dịch C và C++.
Bắt đầu với phiên bản 3.0, Borland tách trình biên dịch C++ thành hai dòng sản phẩm riêng biệt: "Turbo C++" và "Borland C++". Turbo C++ được tiếp thị hướng tới thị trường trình biên dịch hobbyist và entry-level, trong khi Borland C++ nhắm vào thị trường phát triển ứng dụng chuyên nghiệp. Borland C++ bao gồm các công cụ bổ sung, tối ưu hóa mã trình biên dịch và tài liệu hướng dẫn để giải quyết nhu cầu của các nhà phát triển thương mại. Turbo C++ 3.0 có thể được nâng cấp với các phần bổ trợ riêng biệt, chẳng hạn như Turbo Assembler và Turbo Vision 1.0.
Phiên bản 4.0 đã được phát hành vào tháng 11 năm 1993 và đáng chú ý (trong số những thứ khác) cho sự hỗ trợ mạnh mẽ của các mẫu. Đặc biệt, Borland C++ 4 là công cụ trong việc phát triển Thư viện mẫu chuẩn, các mẫu biểu hiện và các ứng dụng tiên tiến đầu tiên của lập trình meta mẫu. Với sự thành công của sản phẩm phát triển từ Pascal - Delphi, Borland đã ngừng việc phát triển bộ phần mềm Borland C++ của họ và tập trung vào C++Builder cho Windows. C++ Builder đã chia sẻ khung ứng dụng front-end của Delphi, nhưng vẫn giữ lại trình biên dịch back-end Borland C++. Việc phát triển tính năng trên Borland C++/Turbo C++ đã bị đình chỉ cho đến năm 2006.

## Phần mềm kế thừa
- Turbo C++ v1.01 và Turbo C v2.01 có thể được tải xuống miễn phí, từ trang web Antique Software của Borland.
- Turbo C 3.0 (DOS) đã được bao gồm trong Turbo C Suite 1.0, và Borland đã ngừng bán sản phẩm này.